# Halecium muricatum
Halecium muricatum is een hydroïdpoliep uit de familie Haleciidae. De poliep komt uit het geslacht Halecium. Halecium muricatum werd in 1786 voor het eerst wetenschappelijk beschreven door Ellis & Solander. Deze soort komt voornamelijk voor in arctische en noordelijke gematigde wateren, zowel in de Atlantische als de Stille Oceaan.

## Beschrijving
Halecium muricatum is een koloniale hydroïdpoliep met een stugge, bossige uitstraling. De hoofdstelen van deze soort zijn robuust en hebben slechts enkele sterke zijtakken die onregelmatig ontstaan in een hoek van 30 graden en in 3 dimensies. De hoofd- en zijtakken hebben fijnere tertiaire takken die de poliepen op korte stelen ondersteunen. De hoofdstam en zijtakken hebben meestal een opvallende gele kleur. De reproductieve gonothecae zijn vrij karakteristiek, ovaal van vorm en met rijen doorn-uitsteeksels. Deze soort is vruchtbaar in de winter, de voortplantingsstructuren worden niet gevonden tijdens de zomermaanden. Kolonies zijn gewoonlijk tussen de 80 tot 130 mm hoog. H. murcatum is het exclusieve voedsel van de zeenaaktslak Zelentia pustulata.

## Verspreiding
Halecium muricatum wordt gevonden in de noordwestelijke Atlantische Oceaan en de noordelijke Stille Oceaan. Het is voornamelijk een arctische en noordelijke gematigde soort en is aanwezig in Groenland en IJsland. In Amerika strekt zijn verspreidingsgebied zich zuidwaarts uit tot Kaap Hatteras en is ook aanwezig in Alaska en in de zeeën rond Siberië. In Europa strekt het zich zuidwaarts uit tot aan de Britse Eilanden. Hier strekt zijn verspreidingsgebied zich uit van de westkust van Schotland naar het zuiden tot West-Wales, waar het voorkomt rond Lundy Island en Skomer Island; het komt het meest voor in Schotland en komt meestal alleen voor op blootgestelde locaties verder naar het zuiden. Het groeit voornamelijk in geulen en op verticale rotswanden, op een diepte tussen de 10 en 1350 meter.